# Philotrypesis longispinosa
Philotrypesis longispinosa is een vliesvleugelig insect uit de familie van de Pteromalidae. De wetenschappelijke naam is voor het eerst geldig gepubliceerd in 1954 door Joseph.